# Johnny Rockets
Johnny Rockets (Los Cohetes De Johnny) es una cadena de restaurantes de comida rápida estadounidense basada en los diners de la década de 1950. Se caracteriza por ofrecer a los clientes un ambiente divertido, incluyendo decoraciones con viejos anuncios de Coca-Cola, imágenes de mujeres en uniforme durante la Segunda Guerra Mundial, estaciones de jukebox, etc. Es característico que los empleados realicen un smiley con ketchup en los platos de papel al servir las papas fritas, lo cual es marca comercial de Johnny Rockets.
En Latinoamérica, la cadena cuenta con locales en Ecuador, Chile, Panamá, México, la República Dominicana, Honduras, Costa Rica, Colombia, Paraguay, el Perú y Bolivia.

## Historia
Johnny Rockets fue inaugurado el 6 de junio de 1986 por Ronn Teitelbaum, que deseó desde sus inicios recrear un restaurante ambientado en los años cincuenta y que le recordara su juventud. El primer local fue abierto con veinte mesas en Melrose Avenue en Los Ángeles. El menú, la presentación y el ambiente de los locales está inspirado en el restaurante original de 1947 (que todavía opera en la actualidad): The Apple Pan, en el este de Los Ángeles.

## En el mundo
- Estados Unidos
- España
- Bahamas
- Baréin
- Bolivia
- Brasil
- Paraguay
- Canadá
- Chile
- Perú
- Costa Rica
- Colombia
- República Dominicana
- Ecuador
- Alemania
- Indonesia
- Egipto
- Kuwait
- Malasia
- México
- Chipre del Norte
- Nigeria
- India
- Italia
- Pakistán
- Panamá
- Filipinas
- Catar
- Rusia
- Arabia Saudita
- Corea del Sur
- Honduras
- Emiratos Árabes Unidos
- Irlanda
- Túnez
- Uruguay (Cerrado en Nov 2019)
- Argentina (Cerrado en Oct 2017)

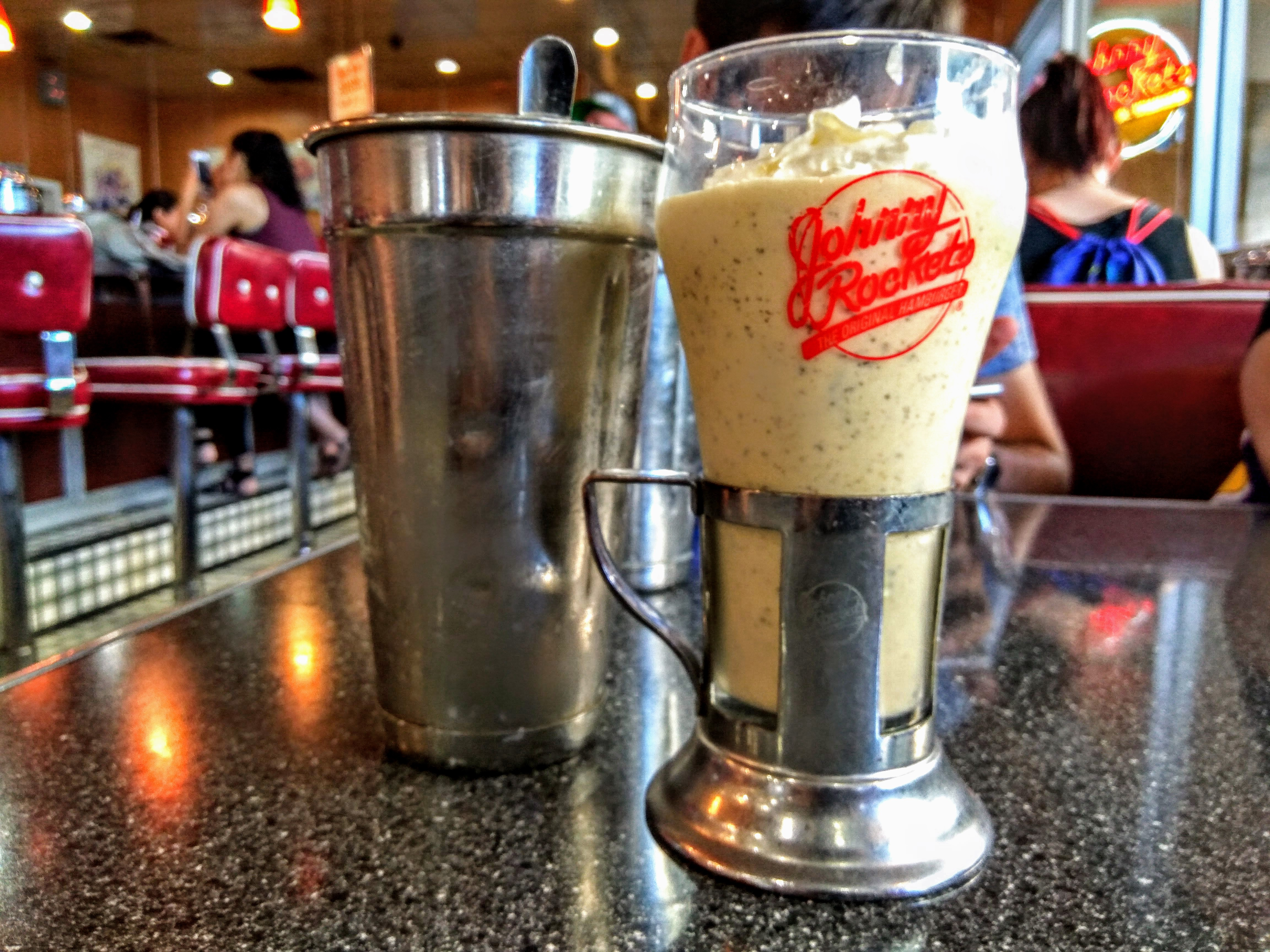
Batido de oreo en Johnny Rockets

|}